# Carboniet (ion)

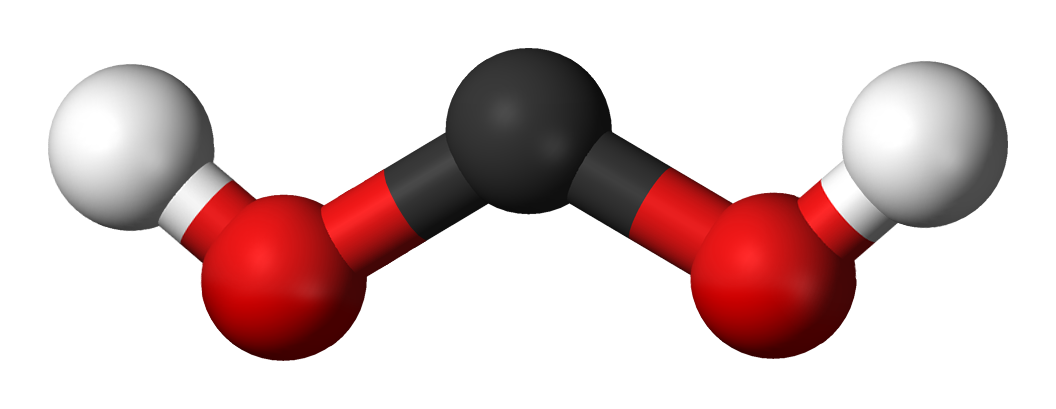
Koolstof(II)zuur of dihydroxymethylideen, het neutrale zuur waar carboniet het tweewaardig anion van is.

Carboniet kan gezien worden als de geconjugeerde base van dihydroxymethylideen, met de formule {\displaystyle {\ce {CO2^{2-}}}}. Bij 15 K zijn alkalizouten als {\displaystyle {\ce {Li2CO2}}}, {\displaystyle {\ce {K2CO2}}} en {\displaystyle {\ce {CsCO2}}} stabiel.
Bij lagere concentraties van de monovalente metaal-ionen werden zouten van het mono-anion, {\displaystyle {\ce {CO2^{-}}}} gevormd, in plaats van de carbonieten. In combinatie met natrium werd helemaal geen carboniet gevonden. De alkalicarbonieten die bij lage temperatuur gemaakt waren ontleedden bij opwarmen naar de overeenkomstige carbonaten (en koolstofmonoxide) of oxalaten. In aanwezigheid van zuurstof wordt het carboniet-ion zeer snel omgezet naar carbonaat.
Het carboniet-ion speelt een rol bij het voorgestelde mechanisme voor de absorptie van koolstofmonoxide aan calciumoxide en magnesiumoxide en aan cerium(IV)oxide. Een eerder voorstel maakte gebruik van een donor-acceptorbinding naar een zuurstof-atoom in het substraat via onbezette bindingen. In deze omgeving blijkt het carboniet-ion met een overmaaty koolstofmonooxide te reageren tot een anion met een keteenstructuur, {\displaystyle {\ce {O=C=CO2^{2-}}}}.
Gegevens verkregen met behulp van infraroodspectroscopie bevestigen eerdere theoretische voorspellingen dat het ion een geknikte structuur heeft, met een O-C-O-hoek tussen de 120° en 130°, afhankelijk van de omgeving van het ion. De metaal-ionen hebben een interactie met beide zuurstof-atomen. Wel zijn in het lithium- en het cesium-zout twee verschillende structuren waargenomen, waarvan er maar een symmetrisch was ten opzichte van de zuurstof-atomen.